# Borgomasino
Borgomasino és un comune (municipi) de la ciutat metropolitana de Torí, a la regió italiana del Piemont, situat a uns 40 quilòmetres al nord-est de Torí. A 1 de gener de 2019 la seva població era de 788 habitants.
Borgomasino limita amb els següents municipis: Borgo d'Ale, Caravino, Cossano Canavese, Maglione, Moncrivello, Vestignè i Vische.